# International School of Theatre Anthropology
International School of Theatre Anthropology - ISTA (em português: Escola Internacional de Teatro Antropológico) foi fundada em 1979. Concebida e dirigida por Eugenio Barba é sediada em Holstebro, Dinamarca.
A ISTA se define como uma rede multi cultural de artistas e intelectuais que tornam viva esta universidade itinerante e cujo principal campo de estudo é a antropologia teatral. Barba a define como o estudo multi cultural das técnicas de trabalho do ator na cena.
Suas sessões reúnem um limitado número de atores, dançarinos, diretores, coreógrafos, estudiosos e críticos que podem participar de suas sessões. O objetivo de seu trabalho, como é definido na web página da ISTA, deriva de um estudo empírico que procura entender os princípios fundamentais da vida do ator no palco ou de sua presença cênica durante a representação.